# XMLSpy
XMLSpy — редактор XML и среда разработки программного обеспечения (IDE) от компании Altova. XMLSpy позволяет разработчикам создавать приложения на основе XML и веб-сервисы, используя такие технологии как XML, XML Schema, XSLT, XPath, XQuery, WSDL и SOAP. XMLSpy также может работать как дополнение для Microsoft Visual Studio и Eclipse.
XMLSpy стал одним из наиболее признанных инструментов своей категории вскоре после его выпуска в 1999. Продукт часто обновляется, чтобы обеспечивать поддержку новейших технологий, например, не так давно была добавлена поддержка стандарта Office Open XML, применяющегося в Microsoft Office 2007, а совсем недавно поддержка языка XBRL для интерактивной финансовой отчетности.

## Универсальность
Altova XMLSpy поддерживает несколько режимов и возможностей редактирования, как например:
- Создание и редактирование документов на основе XML
- Визуальная разработка XML Schema
- Редактирование DTD
- Разработка и отладка XSLT 1.0/2.0
- Разработка и отладка XQuery
- Разработка и анализ XPath 1.0/2.0
- Разработка Office Open XML
- Разработка веб-служб
- Графическое создание и редактирование WSDL
- Разработка и отладка SOAP
- Генерация кода Java, C++, C#

## Варианты выпусков
XMLSpy доступен в трех вариантах: Enterprise Edition, Professional Edition и Standard Edition. Все выпуски доступны на двух языках: английском и немецком.

## История версий
- 7 мая 2008 был выпущен XMLSpy 2008 Release 2
- 20 июня 2008 была выпущен Service-Pack 1 для XMLSpy 2008 Release 2
- 3 февраля 2009 была выпущена версия XMLSpy 2009

## Отзывы разработчиков
XMLSpy стал одной из первых разработок на рынке редакторов XML и довольно быстро приобрел популярность у разработчиков, с 3 миллионами клиентов по всему миру, включая 91 % списка Fortune 500. Часто отмечается простота использования XMLSpy и внушительный список поддерживаемых новейших технологий и их особенностей.

## Лицензирование
XMLSpy является лицензионным программным продуктом, использующим защиту в виде «ключей» для предотвращения нелицензионного использования. Altova предлагает клиентам дополнительную поддержку и пакетные обновления, позволяющую им обновлять приобретенные продукты и поддерживать их актуальность. Выпуски сервис-паков, содержащие исправления найденных ошибок, доступны всем пользователям текущей версии продукта. Altova обновляет свою продуктовую линейку для обеспечения совместимости с продолжающейся разработкой спецификаций, связанных с XML. Все продукты компании доступны для бесплатного ознакомительного использования с бесплатной 30-дневной лицензией.

## Дополнительные источники
- Официальный сайт компании Altova
- Страница на официальном сайте, посвященная XMLSpy